# Plagiostomella
Plagiostomella es un género de foraminífero bentónico de la familia Asymmetrinidae, de la superfamilia Duostominoidea, del suborden Robertinina y del orden Robertinida. Su especie tipo es Plagiostomella inflata. Su rango cronoestratigráfico abarca el Carniense (Triásico superior).

## Clasificación
Plagiostomella incluye a las siguientes especies:
- Plagiostomella acerifera †
- Plagiostomella inflata †
- Plagiostomella petiolicola †